# Aires da Cunha
Aires da Cunha (Portugal, ? — littoral du Maranhão, 1536) fut un capitaine donataire du Brésil.
Aires da Cunha était un navigateur et militaire portugais ayant fait partie de la flotte dirigé par Pedro Álvares Cabral lors du voyage de 1500.
Après avoir reçu la capitainerie du Maranhão de Jean III de Portugal en 1535, il s'associa à Fernando Álvares de Andrade et à João de Barros,, qui organisèrent une expédition pour coloniser la région Nord. Ils réunirent à leurs frais une petite armée de 900 hommes dont 113 cavaliers et embarquèrent sur 10 navires dont le commandement en chef lui fut confié,. Il était accompagné des deux enfants de João de Barros,.
En novembre 1535, l'expédition arriva à la capitainerie de Pernambouc, où elle reçut l'aide de Duarte da Costa. Se dirigeant vers le Nord, vers la côte du Maranhão, une violente tempête provoqua le naufrage d'une grande partie de la flotte noyant la plus grande partie de ses occupants dont Aires da Cunha, qui périt dans le naufrage de son navire amiral Capitânia.
Les enfants de João de Barros survécurent au naufrage mais furent tués par les Pitaguares peu avant que les secours n'arrivent.